# NS Wadloper

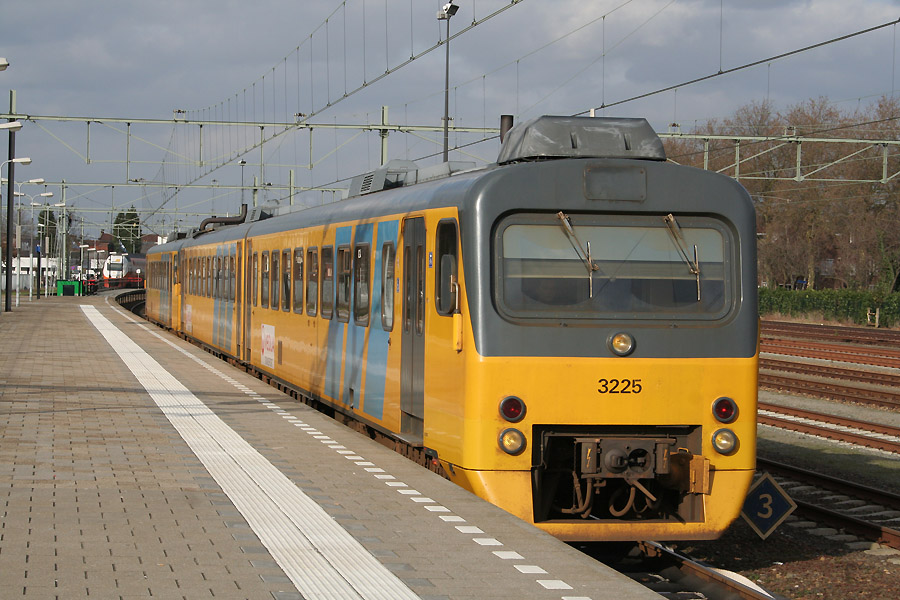
DH2 3225 aparținând companiei Veolia, Roermond, Țările de Jos, 2007

Automotoarele DH1 și DH2 (de unde DH vine de la Diesel Hidraulic), cunoscut mai bine sub denumirea de Wadloper sunt o serie de automotoare diesel fabricate la uzina Düwag pentru Neederlandse Spoorwegen între 1981 și 1983, pentru căile ferate din Nordul Țărilor de Jos. În total au existat 60 de automotoare (39 DH2 și 19 DH1).

## În România
Multiple unități au fost achiziționate de operatorii feroviari privați români Transferoviar Călători și FeroTrans TFI.

Primul dintre aceștia le-a omologat cu succes, după reparații la Remarul 16 Februarie, care a rămas și unitatea lor de revizie. Operatorul are 14 astfel de unități în parcul circulant, iar ele pot fi văzute des pe rute în jurul Bucureștiului.

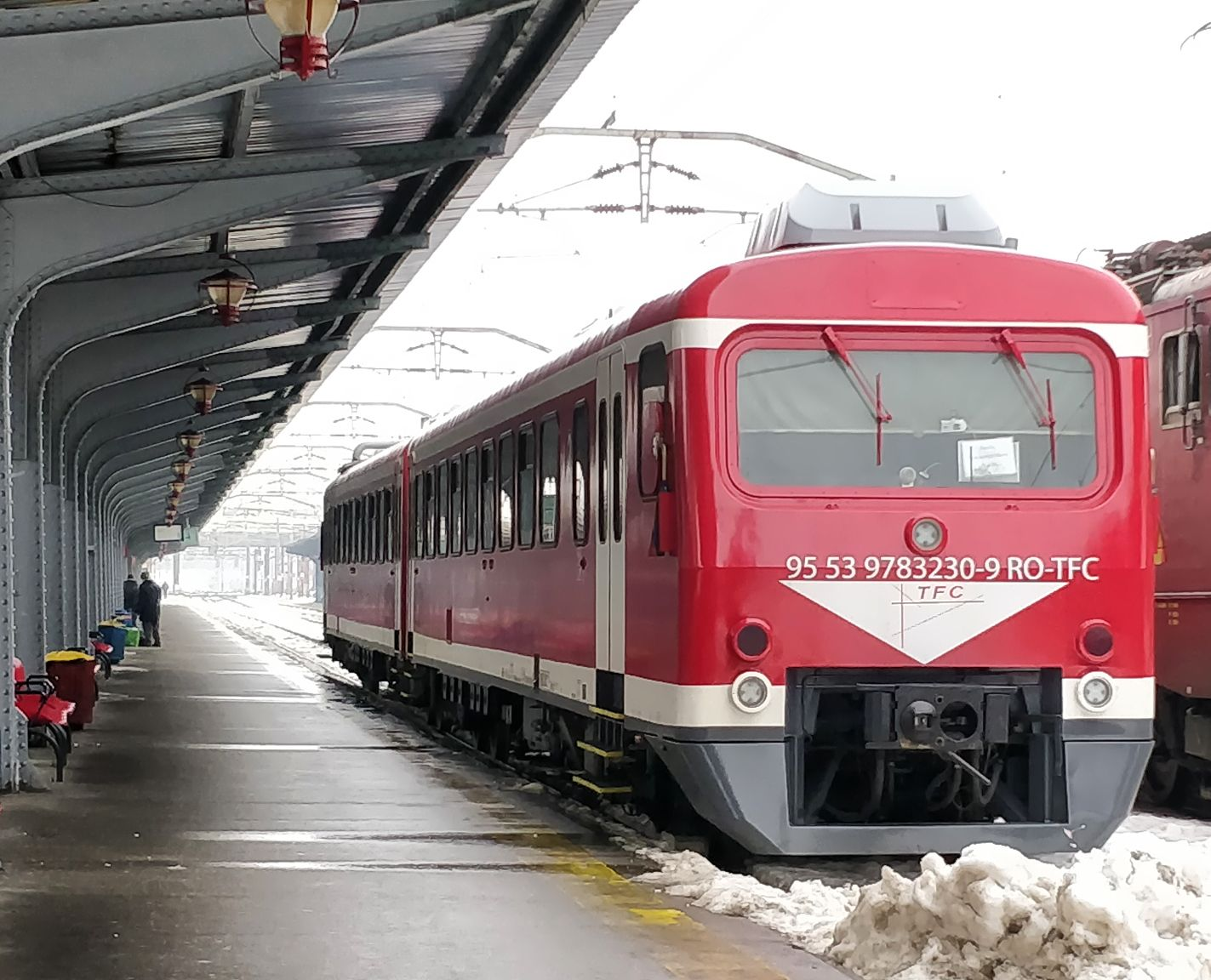
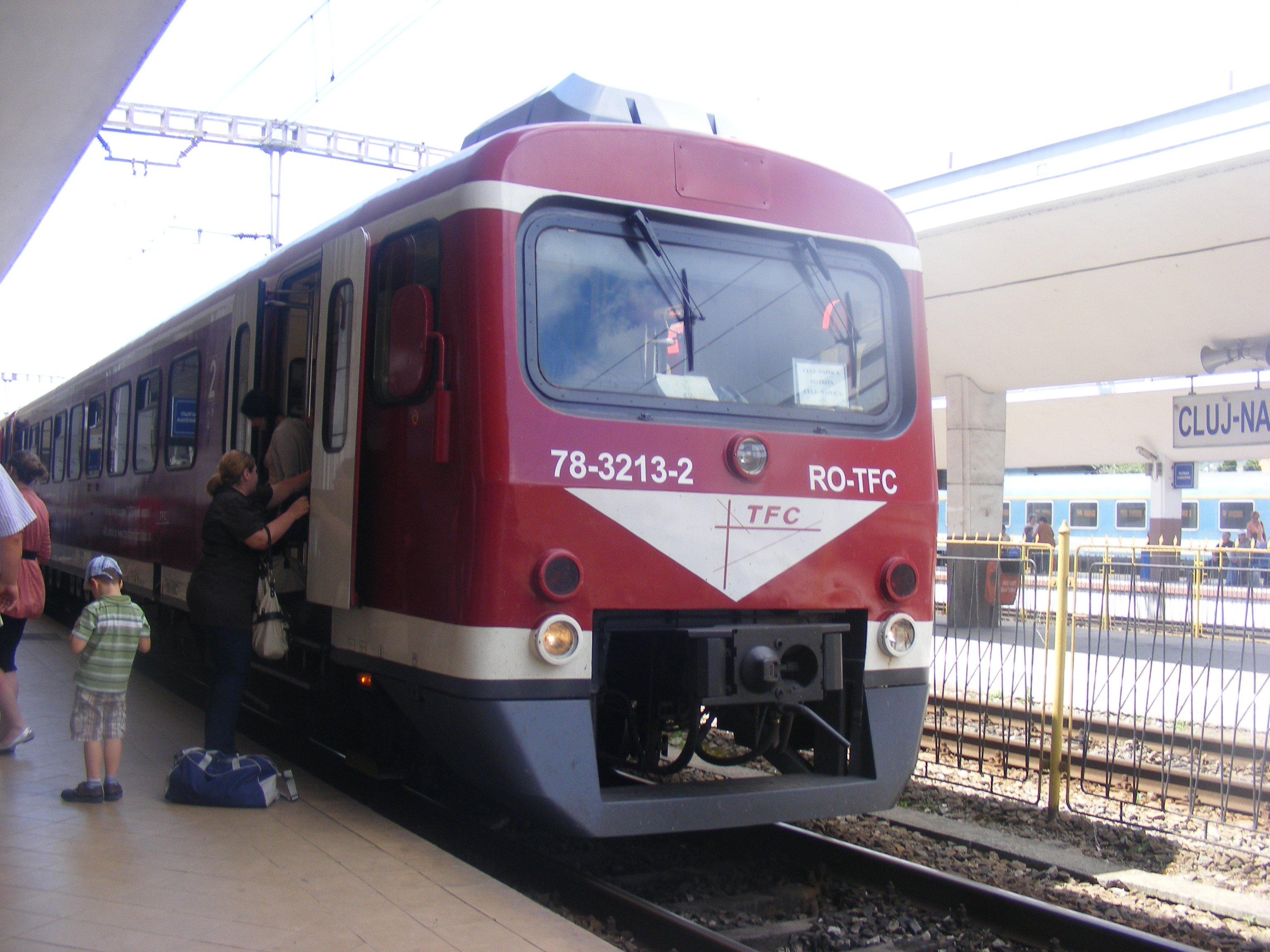
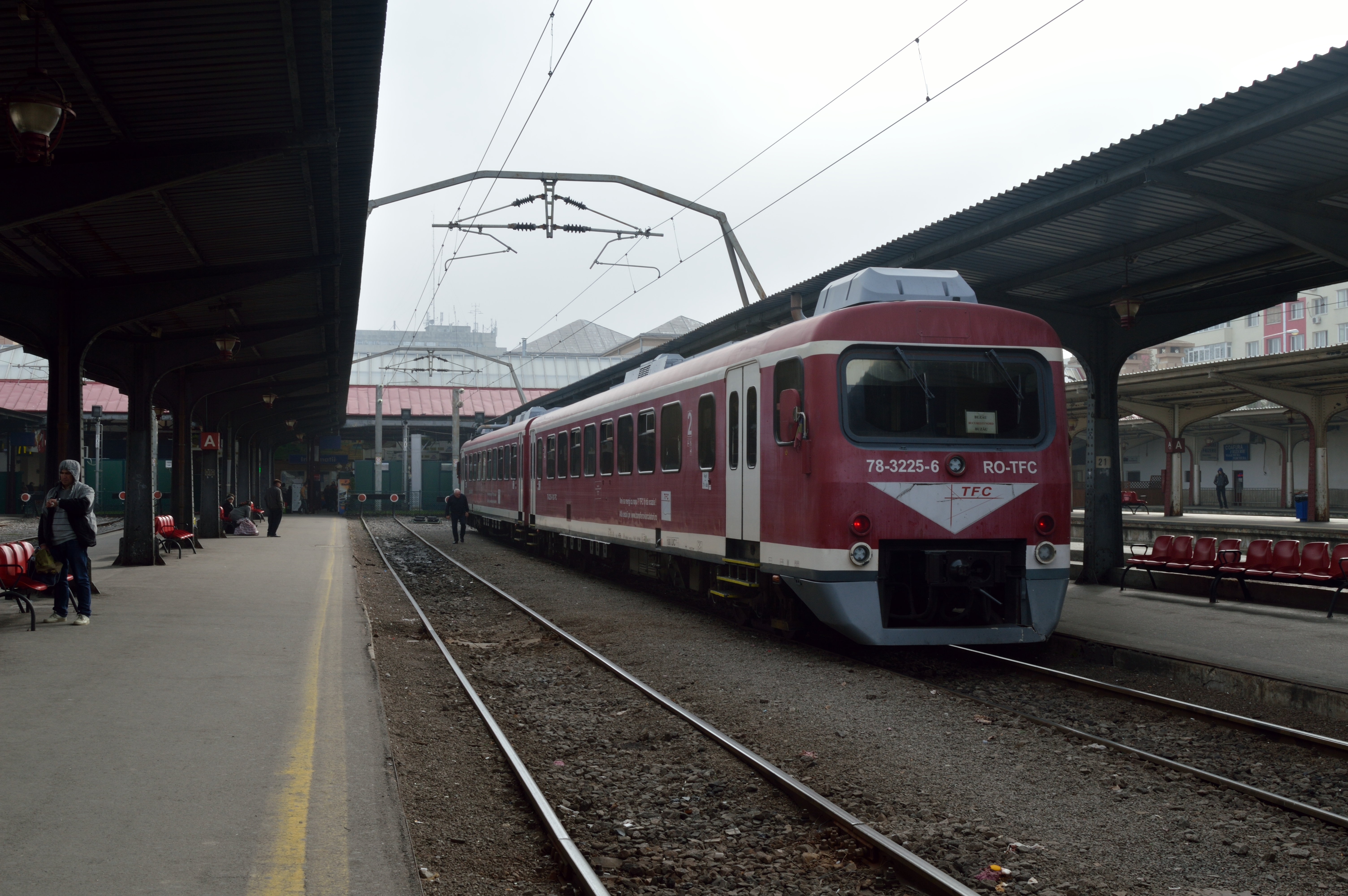